# (33569) Nikhilgopal
1999 JM30 (asteroide 33569) é um asteroide da cintura principal. Possui uma excentricidade de 0.10888120 e uma inclinação de 3.85454º.
Este asteroide foi descoberto no dia 10 de maio de 1999 por LINEAR em Socorro.